# Higher Ground (Jennifer Rush)
Higher Ground è una canzone registrata da Jennifer Rush per il suo album del 1989, Wings of Desire, scritta da Ken Cummings e Mark Blatt e prodotta da Phil Ramone. Il brano fu pubblicato come il primo singolo promozionale di Wings of Desire nel dicembre 1989. Successivamente, la canzone fu registrata in francese da Mario Pelchat in duetto Céline Dion per l'album di Pelchat del 1993.

## Contenuti, videoclip musicale e pubblicazioni
La canzone è un panegirico in cui la Rush loda il suo partner per amarla e spiega che non dovrebbe mai aver bisogno di aiuto, perché sarà "in piedi su un terreno più alto" e si prenderà cura di lui.
Rilasciato come singolo apripista di Wings of Desire, Higher Ground raggiunse la posizione numero 30 in Austria, la numero 54 in Germania e la numero 98 nel Regno Unito. Per promuovere il singolo, fu pubblicato anche un videoclip musicale con Jennifer Rush che canta e balla.
La cantante americana interpretò la canzone al concerto Peter's Popshow. Secondo le note di copertina del suo successivo album, The Power of Jennifer Rush, ha spiegato che dopo quella performance è scivolata giù dal palco e si è rotta una gamba; nonostante onorasse la maggior parte delle date del suo tour, questo ha causato un considerevole ritardo nella registrazione dell'album, ed è stato il motivo per cui l'album è stato pubblicato come raccolta piuttosto che come album in studio. La canzone appare anche nei greatest hits Jennifer Rush: The Hit Box (2002), The Power of Love: The Complete Video Collection (2004), Hit Collection e  Stronghold - The Collector's Hit Box.

## Formati e tracce
CD Singolo (Europa) (CBS: 655344 3)
1. Higher Ground (Single Version) – 4:20 (Ken Cummings, Mark Blatt)
2. Angel – 4:39 (Jennifer Rush, Tomas Ledin)
3. Higher Ground (Extended Version) – 6:31 (Cummings, Blatt)

CD Singolo (Europa; Regno Unito) (CBS: 655344 2)
1. Higher Ground (7" Version) – 4:20 (Cummings, Blatt)
2. Higher Ground (Extended Version) – 6:31 (Cummings, Blatt)
3. The Power of Love – 4:20 (testo: Rush, Mary Susan Applegate – musica: Candy de Rouge, Gunther Mende)

LP Singolo 7" (Europa) (CBS: 655344 7)
1. Higher Ground – 4:20 (Cummings, Blatt)
2. Angel – 4:39 (Rush, Ledin)

LP Singolo 7" (Regno Unito) (CBS: 655344 0)
1. Higher Ground (7" Version) – 4:20 (Cummings, Blatt)
2. The Power of Love – 4:20 (testo: Rush, Applegate – musica: de Rouge, Mende)

LP Singolo 12" (Europa) (CBS: 655344 6)
1. Higher Ground (Extended Version) – 6:31 (Cummings, Blatt)
2. Angel – 4:39 (Rush, Ledin)
3. Higher Ground (Single Version) – 4:20 (Cummings, Blatt)

MC Singolo (Europa; Regno Unito) (CBS: 655344 4)
1. Higher Ground – 4:20 (Cummings, Blatt)
2. The Power of Love – 4:20 (testo: Rush, Applegate – musica: de Rouge, Mende)

## Classifiche
| Classifica                            | Posizione massima raggiunta |
| ------------------------------------- | --------------------------- |
| Austria (Ö3 Austria Top 40)           | 27                          |
| Germania (Media Control Charts)       | 54                          |
| Regno Unito (Official Charts Company) | 98                          |

## Plus haut que moi(versione di Mario Pelchat e Céline Dion)
Il 4 febbraio 1993, il cantante canadese Mario Pelchat pubblicò il suo album intitolato Pelchat, il quale includeva un duetto con Céline Dion nel brano Plus haut que moi, una cover della canzone di Jennifer Rush del 1989, Higher Ground, adattata in francese da uno dei cantautori più importanti del panorama francofono, Eddy Marnay. La canzone fu prodotta da Aldo Nova. Plus haut que moi fu rilasciato come singolo promozionale in Canada nel 1993 e in Francia nel 1995.
L'album di Pelchat vinse un Félix Award per l'Album Pop dell'Anno nel 1993. Fu anche nominato nella categoria Album più venduto dell'Anno e nel 1994 fu candidato ai Juno Award per l'Album francofono più venduto. 
Céline Dion incluse il duetto nell'edizione L'intégrale della sua più grande raccolta di successi rilasciata nel 2005, On ne change pas.

### Formati e tracce
CD Singolo Promo (Canada; Francia) (Sony Musique: CDNK 861; Trema: C1020395)
1. Plus haut que moi – 4:18 (Eddy Marnay, Ken Cummings, Mark Blatt)